# Capitolo della Cattedrale di Parma

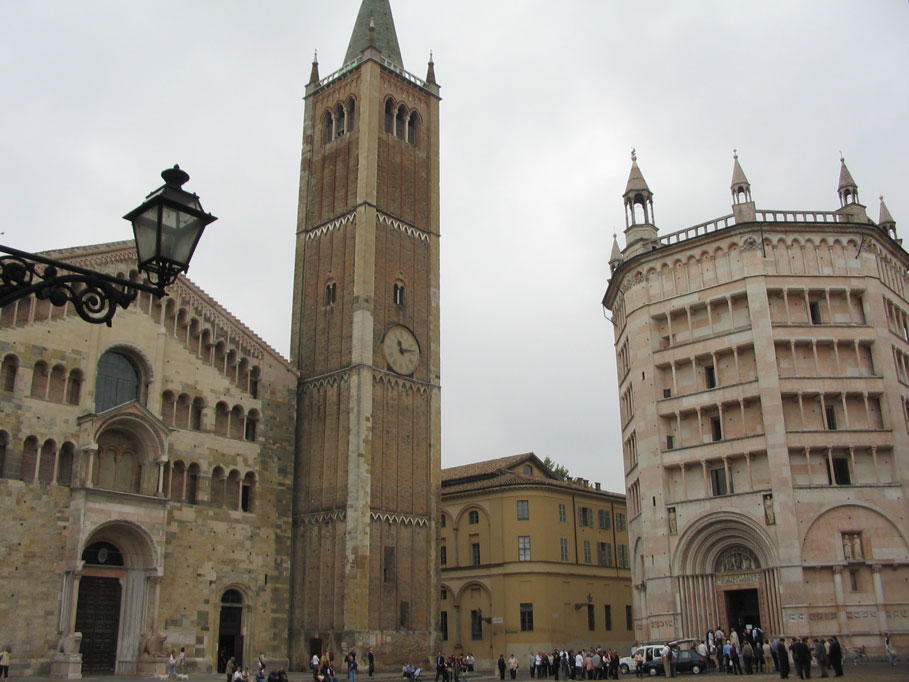
Cattedrale di Parma

Il Capitolo della Cattedrale di Parma, fondato il 29 dicembre 877 dal vescovo Guibodo, fu originariamente un collegio di Canonici che affiancarono il vescovo nella gestione del potere spirituale e temporale; il Capitolo è giunto sino ai giorni nostri nei quali ricopre il ruolo di gestione della vita liturgica della cattedrale.

## La fondazione da parte di Guibodo

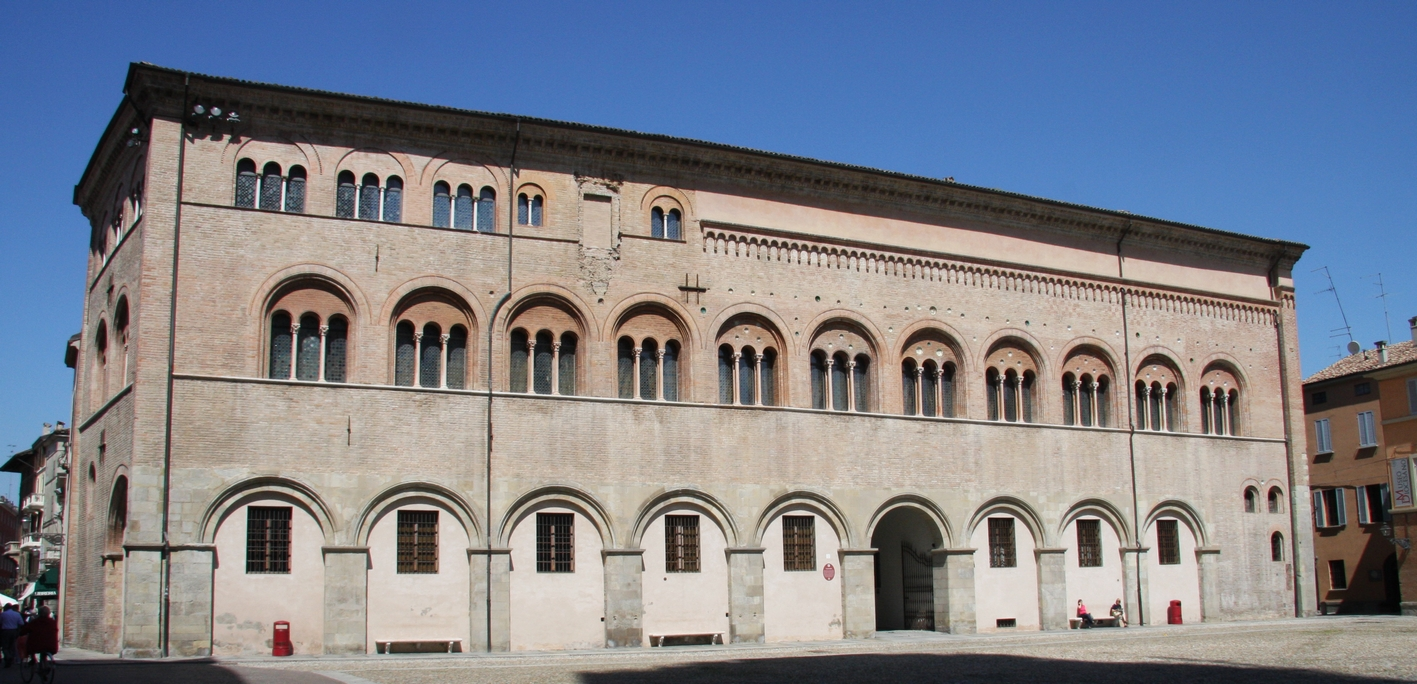
Palazzo vescovile di Parma

Nel 877 il vescovo Guibodo ricevette in dono dal re d'Italia Carlomanno la corte regia di Parma. Ciò rappresentava un segno di riconoscenza da parte del re verso quel vescovo che aveva parteggiato per il padre Ludovico II il Germanico nella lotta infruttuosa per il trono del Sacro Romano Impero. 

Quella data segnò quindi l'inizio del potere temporale dei vescovi di Parma. Il 29 dicembre dello stesso anno Guibodo convocò un congresso nel suo palazzo al quale presiedettero Paolo I vescovo di Piacenza, Leodoino, vescovo di Modena, sei conti, diciotto sacerdoti e quattro diaconi. Egli comunicò loro l'intenzione di fondare un collegio di canonici che lo affiancasse nella gestione del potere temporale e spirituale.

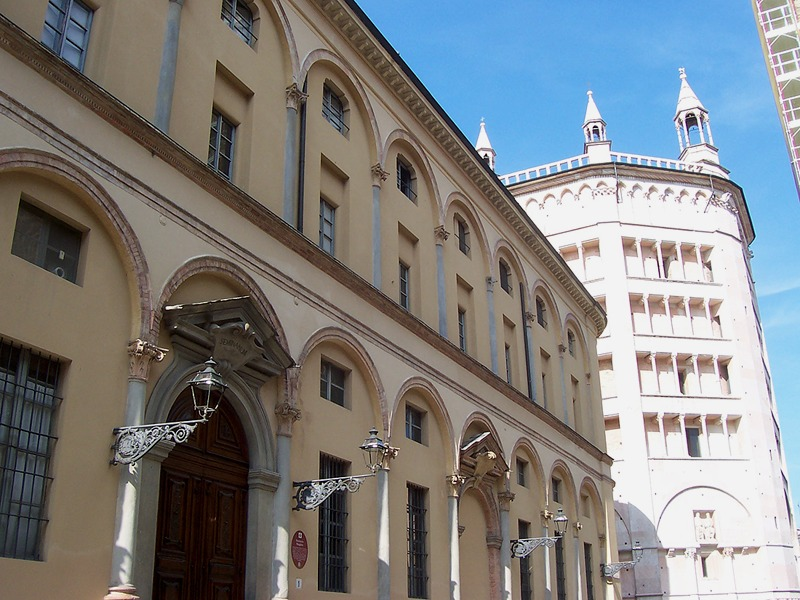
Seminario vescovile, vi era la sede del chiostro assegnato ai canonici da Guibodo

A tale scopo il vescovo non solo donò loro un chiostro che Guibodo stesso aveva fatto costruire vicino alla cattedrale in quello che oggi è il seminario vescovile, ma li dotò anche di molti beni divisi in tre parti: una per la chiesa di Santa Maria (la cattedrale), una per l'acquisto di ceri e arredi liturgici, una per il sostentamento dei canonici; inoltre, gli diede il beneficio delle decime civiche, cioè parte delle tassazioni riscosse, e li dotò di numerosi poderi e cappelle, oltre che della metà delle entrate del sale e della terra di Salsomaggiore.

## La struttura e l'origine del nome
Originariamente il capitolo era governato da un arcidiacono mentre la disciplina era affidata al decano; vi erano poi il cantore, a cui era affidata la liturgia e il suo indirizzo in tutta la diocesi, lo scholasticus, che aveva il compito di reggere la scuola della cattedrale, e altri incarichi a livello amministrativo e di tesoreria.

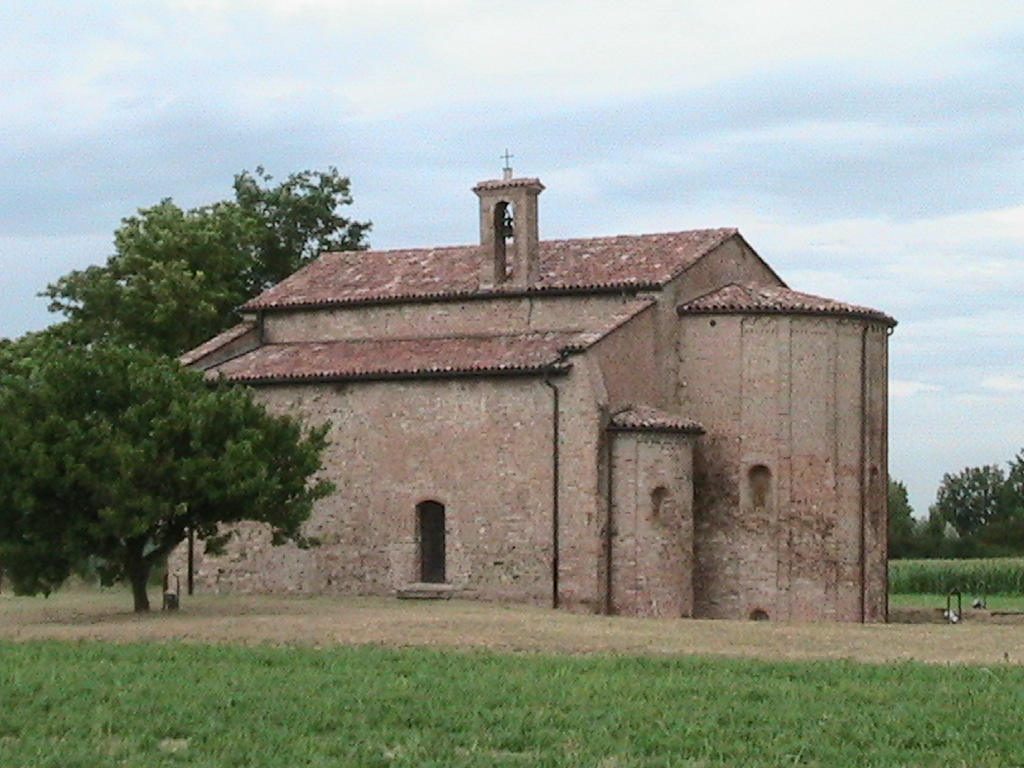
Pieve di San Genesio fu costruita dai canonici all'interno della corte di Pariola, presso Caput Parioli

Il nome "capitolo" si deve invece all'abitudine che avevano i primi canonici di leggere durante la liturgia delle ore un capitolo della regola, mentre il termine "canonici" discende dal fatto che la loro vita comunitaria era retta da una serie di regole ("canoni", appunto).

## La donazione di Guibodo e l'espansionismo territoriale del X secolo
Nel testamento del 892 Guibodo lasciò alla consanguinea Vulgunda i beni che a lui erano stati personalmente donati dal re d'Italia, predisponendo che, alla morte di Vulgunda, passassero tutti sotto il diretto controllo del capitolo della cattedrale.

### Il lascito di Guibodo

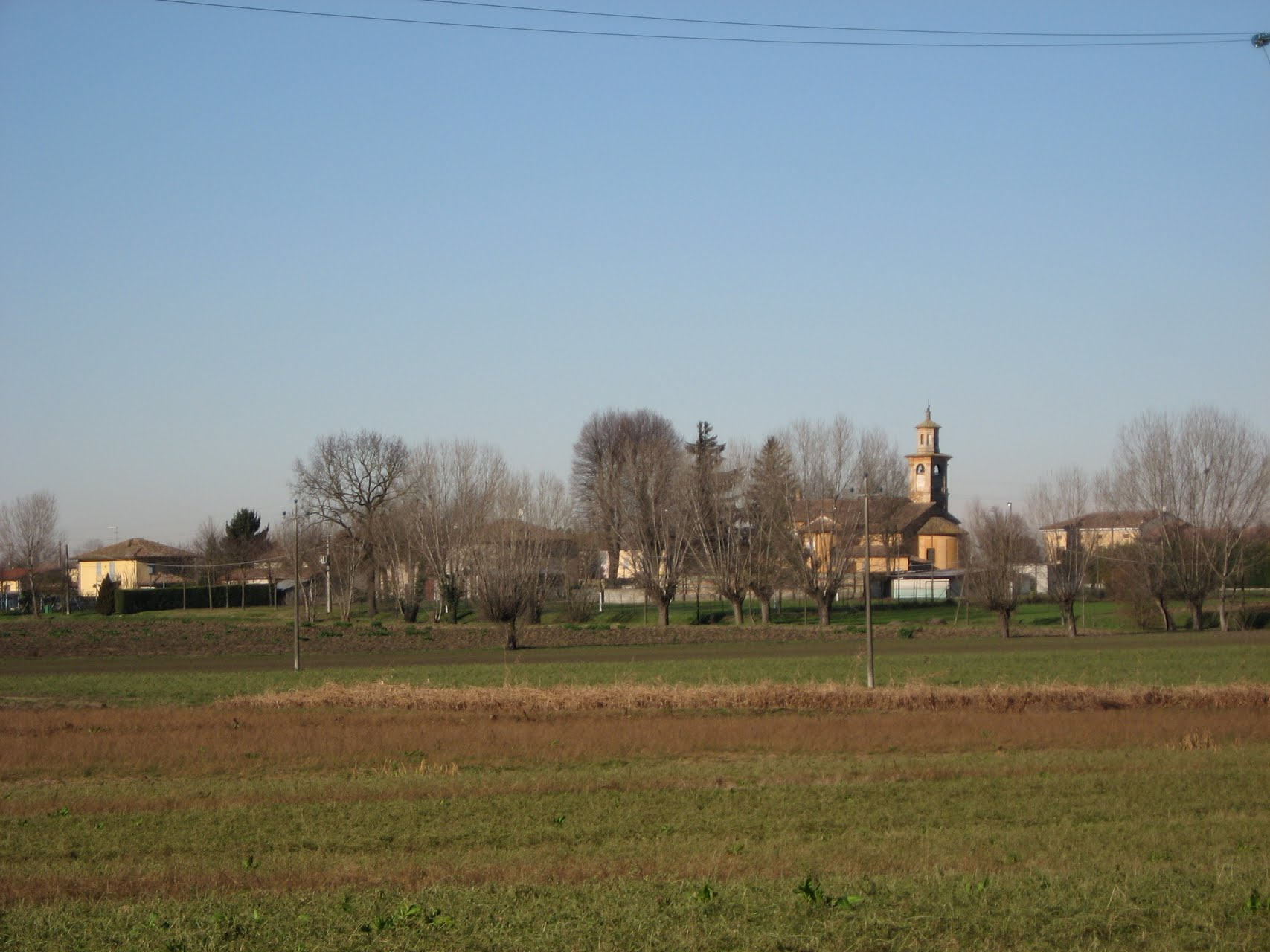
Castell'Aicardi (Castrum Aicardi), in primo piano il paleoalveo del Taro morto sulle cui rive sorse il castrum canonicale

I feudi che Guibodo lasciò al capitolo erano molto numerosi: si ricordano fra i vari i castelli di Rizzolo, Pupiano, Vezano, Fontanafredda, Martinasca, Rebulara, Ronco e Vicocerrone nel piacentino, più le corti sempre piacentine di Morfascio e Vignoia e il monastero di San Prospero in Panigale (Bologna); ad essi si aggiungono alcuni possedimenti nel modenese e le località parmensi di Copezzato (Vicum peciatum) e Coltaro (Caput Tari) e della pieve di San Nicomede.[1]

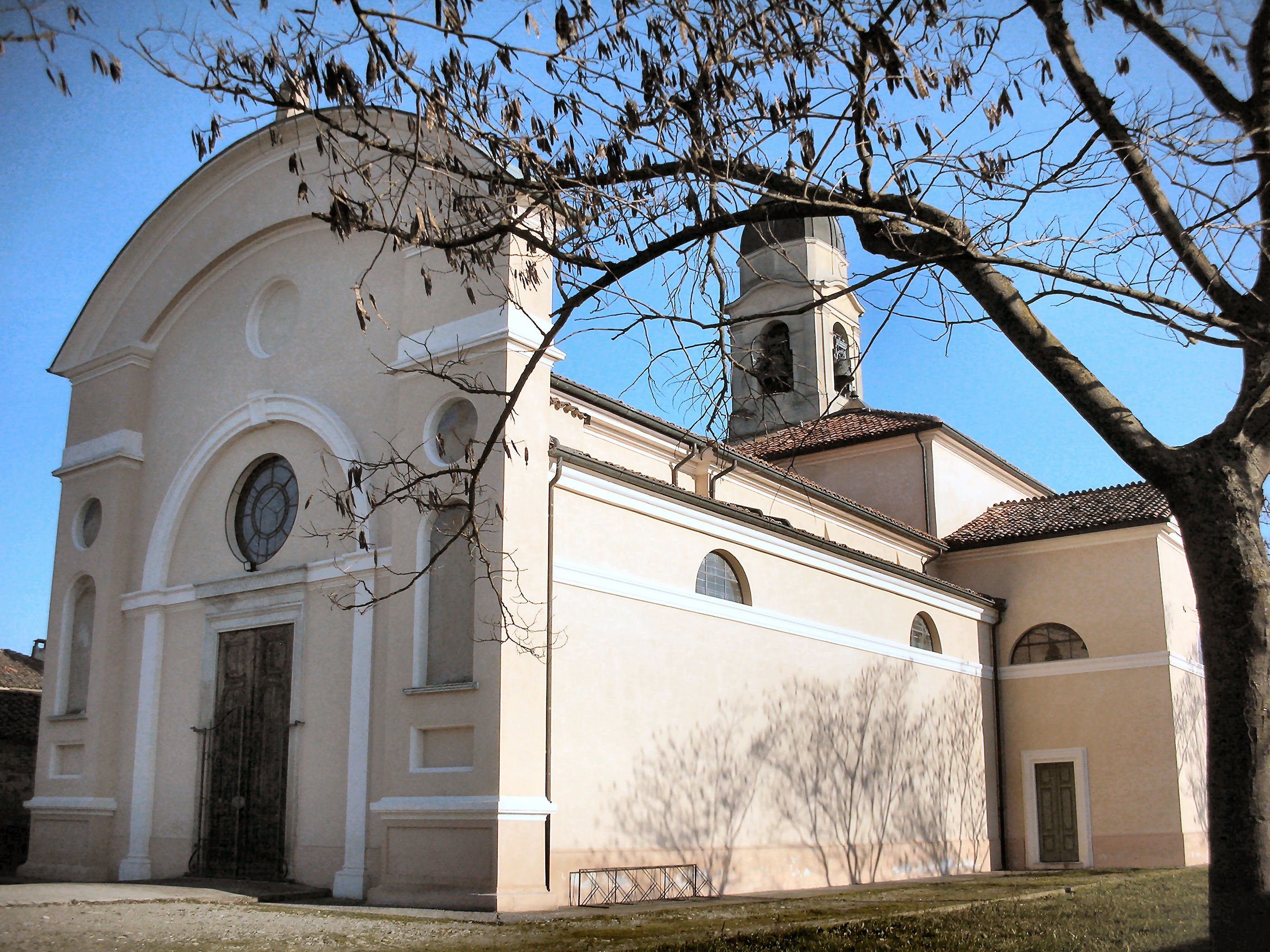
Torricella del Pizzo (Curticella de ultra pado)

A questi beni sparsi e frazionati si aggiungeva un vasto territorio della bassa parmense collocato a ridosso del fiume Taro e identificato nel diploma di Arnolfo di Carinzia del 894. Il territorio era delimitato a sud ovest dalla corte di Caput Parioli, località ora scomparsa e da collocarsi fra Castell'Aicardi (Castrum Aicardi) e la pieve di San Genesio a nord di Fontanellato (Fontana Lata), a ovest dalla selva di Soragna (Sorania), a nord dalla fossa Guittalda (corso d'acqua prossimo al Po e non identificato), a sud est dalla palude prospiciente alla cappella di San Secondo (lacum Sancti Secundi) e a nord est da Sacca di Colorno.

### La distribuzione dei feudi nel parmense alla fine del IX secolo

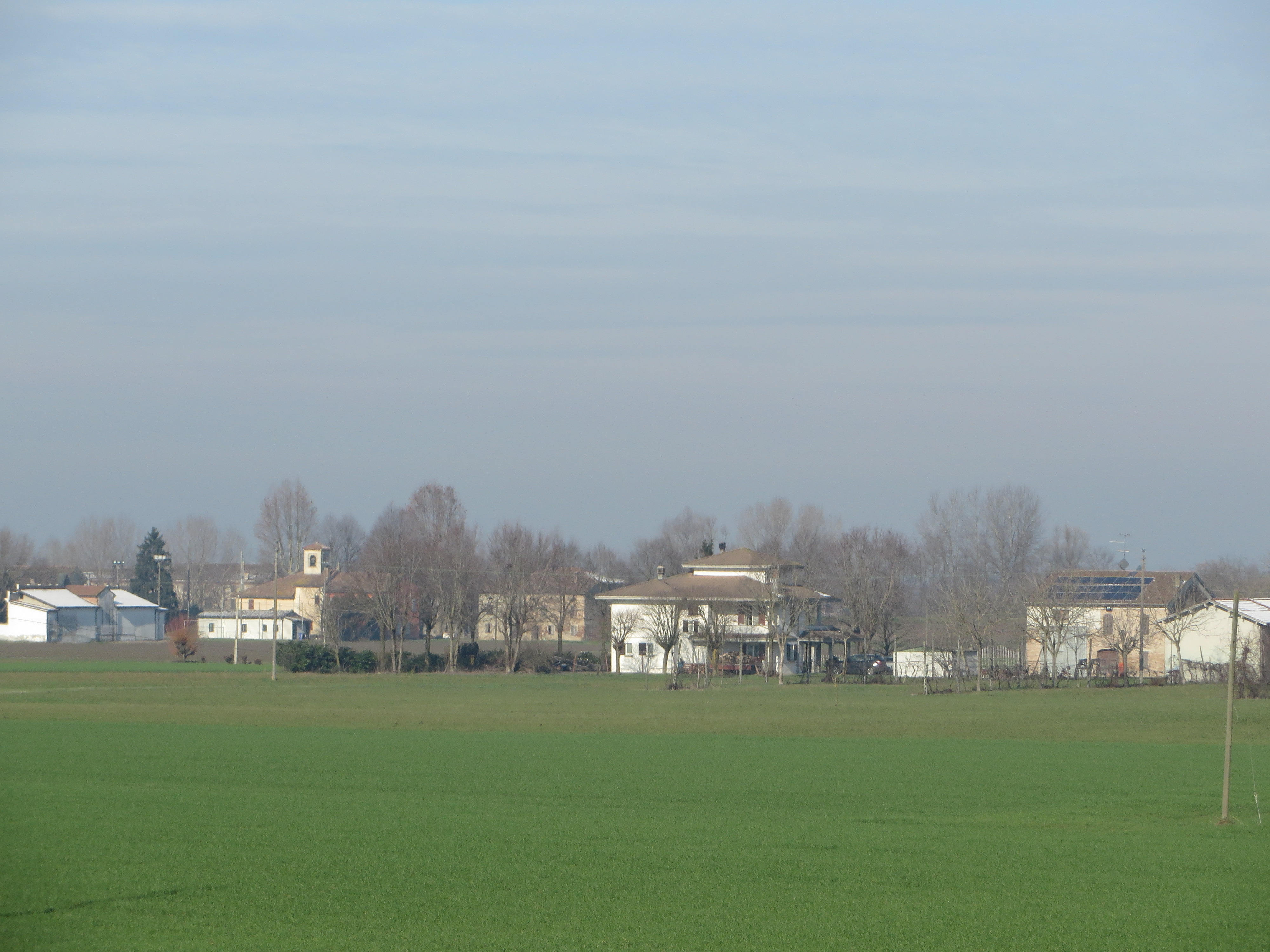
Pizzo (Castrum Pizii)

Tuttavia, nonostante le varie donazioni fra le quali la corte regia di Parma, la diocesi parmense giungeva in netto ritardo nel conseguimento del potere temporale e, quando finalmente riuscì a espandersi nel contado, buona parte dei terreni erano già stati assegnati ad altre organizzazioni religiose: alla Diocesi di Cremona erano state assegnate per decreto imperiale le corti di Pieveottoville (Cucullo) e di Caprariola (presso Polesine Parmense); il monastero di San Colombano di Bobbio possedeva la corte di Soragna e ne esercitava il controllo grazie alla chiesa di Santo Stefano a ovest di Fontanelle; il monastero pavese di San Pietro in Ciel d'Oro aveva proprietà sparse fra Castell'Aicardi e Ragazzola presso la palude Fischina; il monastero di Nonantola deteneva territori fra Busseto e il Po; infine, Fontanellato era ad appannaggio del monastero di San Benedetto di Leno, mentre beneficiavano della zona di San Donnino (Fidenza) le suore pavesi di Santa Maria Teodote.

### L'espansione dei possedimenti del capitolo nel X-XI secolo

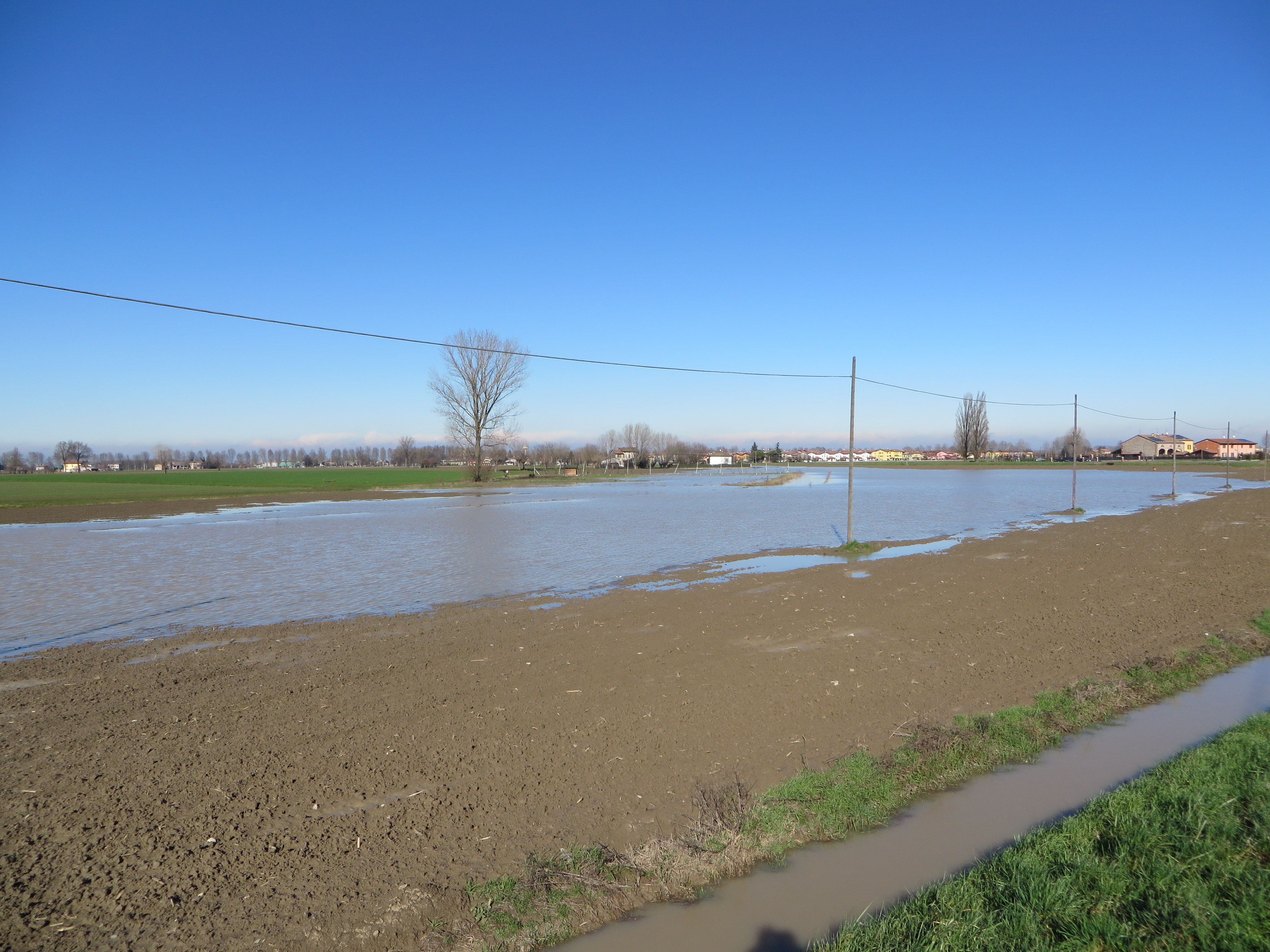
L'alveo del Taro morto allagato poco a sud di San Secondo Parmense, in località Corticelli

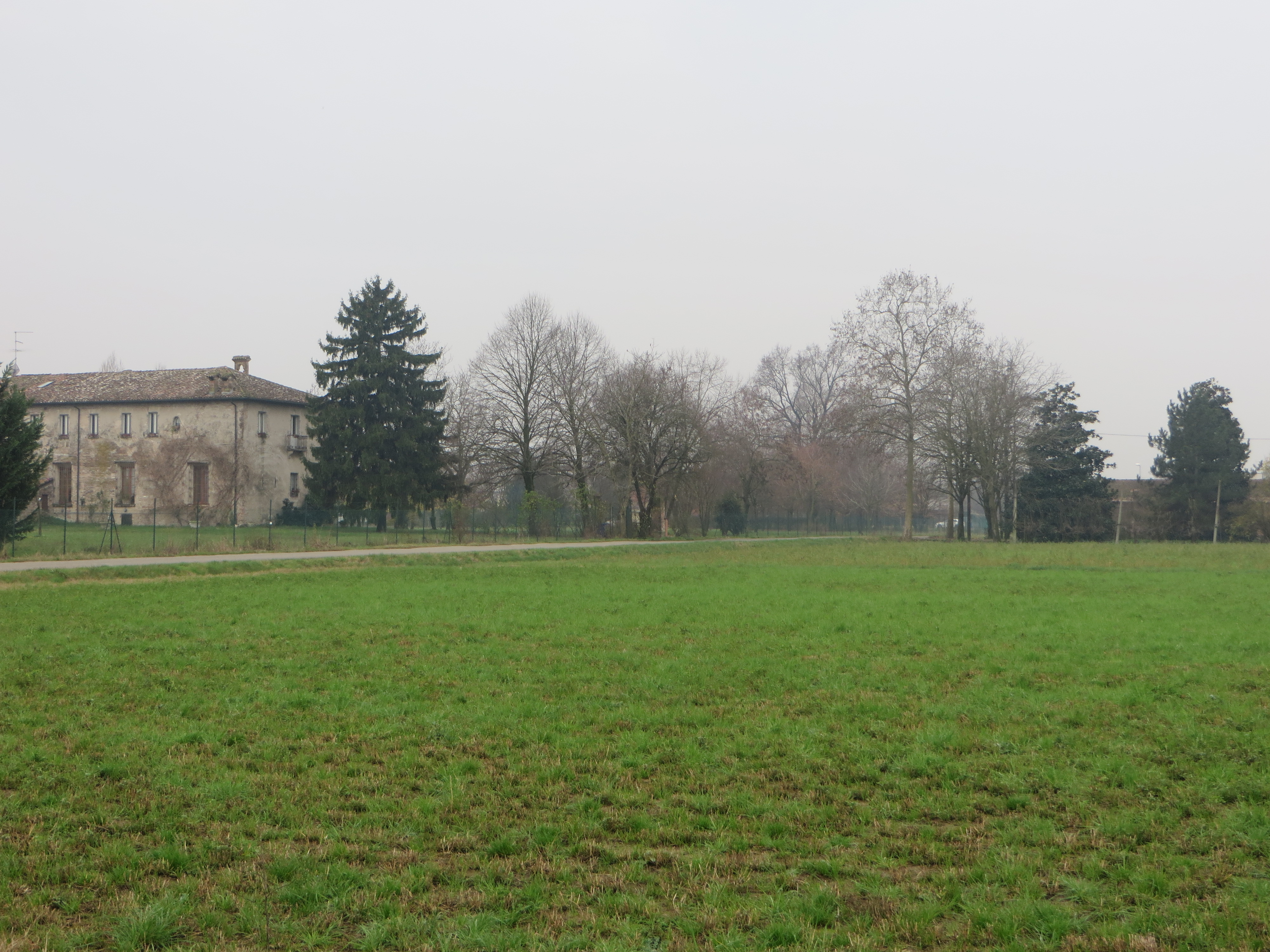
Il luogo dove sorgeva la corte Attonide di San Secondo e dove si trova la cappella dedicata all'omonimo santo.

Partendo dalla donazione di Guibodo, il capitolo estese i propri domini durante il X secolo. In particolar modo fra gli episcopati di Oberto (960-980) e quello di Ugo vi fu un'espansione dei territori controllati che passò dagli 11 domini del 960 ai 25 fra corti, castelli e terreni del 1029.
I feudi si snodavano partendo a nord da Sabbioneta, Copermio, Colorno, Brescello, Gualtieri sino ad arrivare sull'Appennino a Pietramogolana, Berceto, Corniglio, Monchio e Rigoso. Al di fuori della diocesi vi erano possedimenti a Ferrara, Bologna, Modena, Reggio Emilia, Pavia e Piacenza.
I canonici riuscirono ad aumentare in modo considerevole i territori amministrati dal vescovo e dal loro collegio sfruttando una serie di fattori fra i quali certamente furono prevalenti le fortunate donazioni, ma non trascurabile anche un sapiente gioco politico di alleanze, favorite anche da un sempre crescente clima religioso che aumentava le elargizioni alla diocesi e dall'influenza che la chiesa stessa esercitava in ambito culturale.

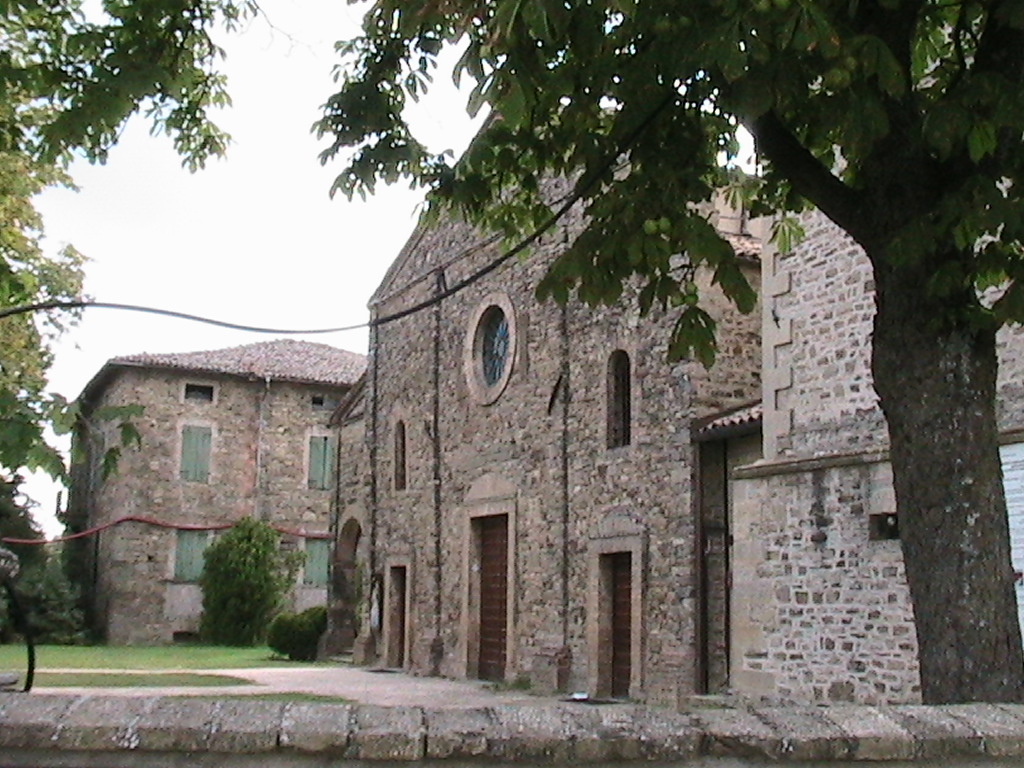
Pieve di Sant'Ambrogio di Bazzano

Nell'ottica di una politica espansionistica ma anche di difesa, venne eretto il castello di Castell'Aicardi sulle rive del Taro morto, probabilmente sotto l'episcopato di Aicardo (920-926), per marcare il confine con Fontanellato e fu costruita la pieve di San Genesio, al confine con l'antica corte di Pariola e con i domini delle diocesi di Cremona e Piacenza.
Già dal 942 i canonici erano entrati in possesso di una parte dell'importante corte longobarda di Palasone (Palaxione), donata loro dall'ultimo discendente della dinastia dei Supponidi. Nel 975 durante l'episcopato di Sigfredo riuscirono a estendere il loro controllo anche sulla seconda parte della corte di Palasone, quella posta a sud, provvista di numerose cappelle e denominata di San Secondo, corte sulla quale vantavano diritti gli Attonidi di Lecco. Successivamente nel 996 fu la volta dell'acquisizione della corte di Tune, presso Fontevivo. I diplomi imperiali di Ottone III sancirono definitivamente la legittimità del possesso.

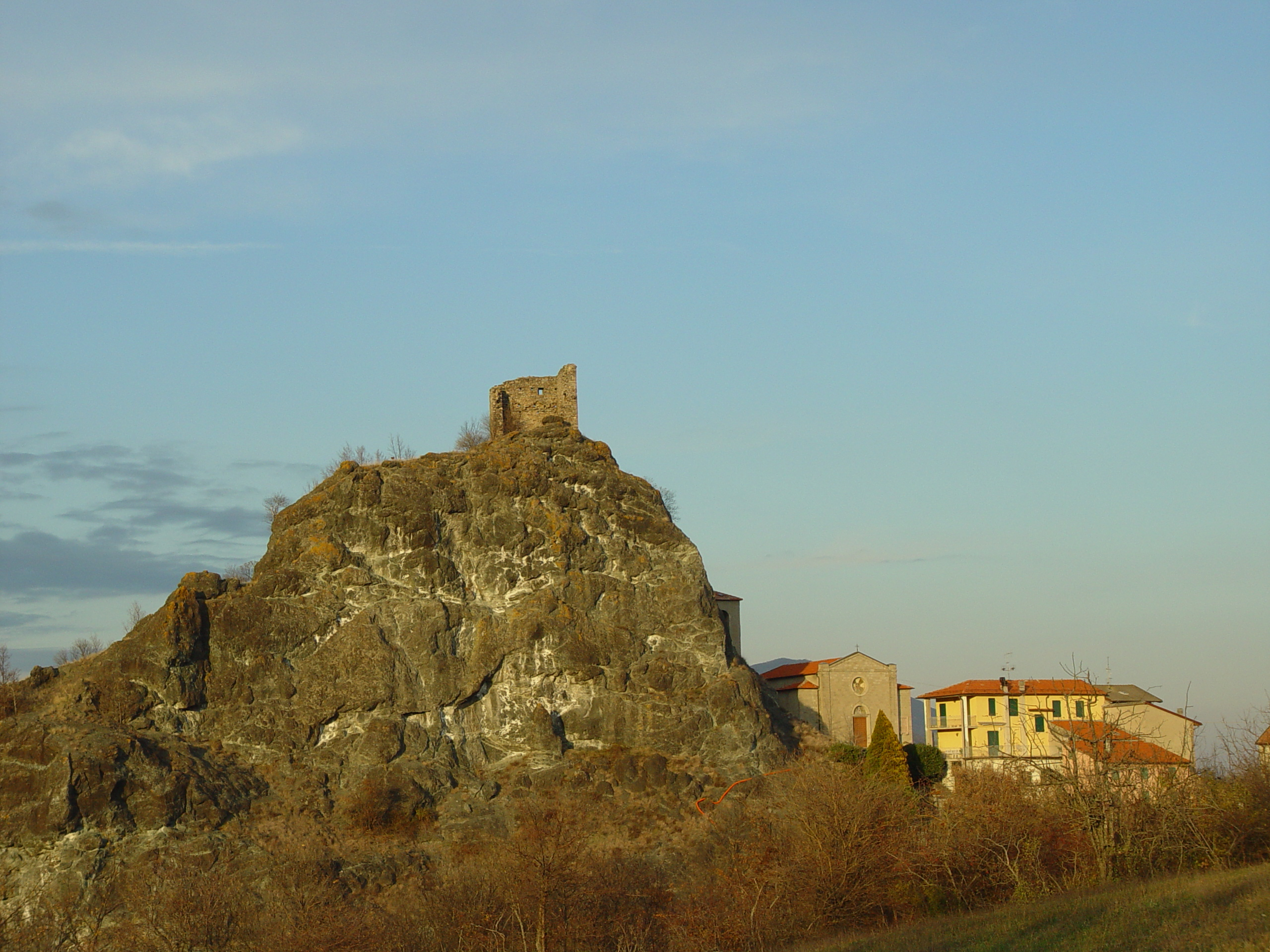
Castello di Pietramogolana (Petra Mugulana)

Un insieme quindi di donazioni, ricevute da casate in estinzione, e di cessioni, dovute al disinteresse o decadenza di monasteri e abbazie che controllavano il territorio o alla volontà di signorotti locali di cedere diritti sul territorio in cambio di protezione, favorirono oltremodo la politica espansionistica dei canonici che appena prima dell'anno mille eressero sull'altro lato del Taro rispetto a Palasone il castello del Pizzo (Pizo).
I canonici organizzarono il territorio in una serie di curtis (castelli) caratterizzati da un terrapieno circondato da un fossato e una palizzata a protezione dell'insediamento abitativo. Intorno all'anno 1000 ad esempio il castrum di San Secondo racchiudeva 15800 m², una cappella e un numero di insediamenti abitativi oscillanti fra gli 80 e 90. Dalla corte dipendevano circa 240 ettari di terreni coltivati, 320 di pascoli e 480 di boschi e gerbidi. I coloni dovevano corrispondere ai canonici una parte del raccolto e sovente dei denari per avere il diritto di far pascolare i maiali nei querceti.

## Le lotte per il territorio e l'inizio del declino economico e politico

### L'evoluzione nel XI-XII secolo
Già alla fine dell'anno mille i canonici possedevano fra i 3000 e 4000 ettari di territori solo lungo il corso inferiore del fiume Taro, territori organizzati in corti rette da un dominus o da un suo sostituto gastaldus. Nei territori sotto il controllo diretto del dominus via era la caput curtis, che era circondata dai terreni del dominus, e intorno a essa, isolati o sparsi, sorgevano dei mansi dove erano costruite case coloniche. A differenza delle altre corti, le corti dei canonici erano solitamente dotate di mezzi, attrezzi e animali in numero superiore alla media, tuttavia esistevano anche debolezze nel sistema poiché molto spesso chi amministrava le corti non aveva competenze specifiche e organizzative, i terreni coltivati erano sparsi e frammisti da incolto e boschi, inoltre le corti stesse possedevano territori frazionati e non attigui territorialmente; ad esempio la corte di Viliniano, collocata a sud di Parma, possedeva territori sparsi fra Appennino e pianura non solo nel parmense ma anche nel reggiano; molto spesso vi erano anche delle enclave di territori di una corte all'interno dell'altra e ciò andava a discapito dell'organizzazione.
A ciò va aggiunta anche l'azione devastante del Po, del Taro, della Parma e dello Stirone che disalveati mutavano continuamente e radicalmente l'assetto del territorio con le loro piene impetuose.
Gli elementi naturali, la disorganizzazione nella gestione delle corti e la frammentazione delle stesse posero le basi per la crisi del sistema organizzativo dei territori del capitolo che, comunque, dal punto di vista territoriale ebbero ancora una leggera espansione nel XII secolo.

### Il declino economico e politico del capitolo
Il declino del potere del capitolo nel parmense si basa su un duplice indebolimento economico e politico.

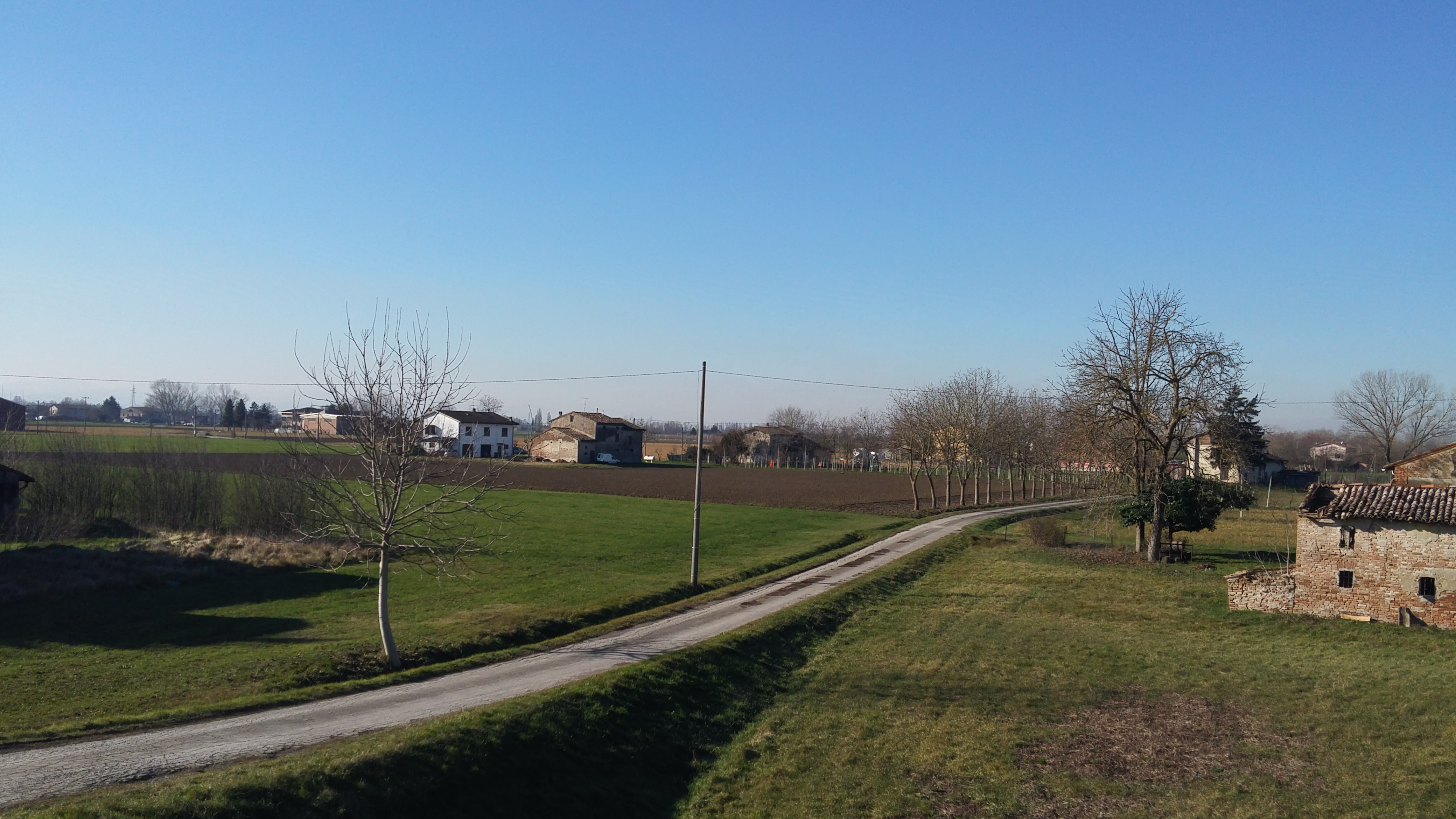
Copezzato (Vicus Peciatum)

#### Il declino economico del capitolo
Dal punto di vista economico nel XI-XII secolo la struttura delle corti e dei mansi medioevali iniziava a sfaldarsi e soprattutto la parte delle corti a diretto controllo dei canonici (tenute dominicali) iniziò a scomparire. Vari fattori causarono l'implosione delle curtis canonicali: innanzitutto la diminuzione progressiva dei servi generata non solo da una inferiore prolificità dovuta alla loro misera condizione ma anche dall'affrancamento dalla servitù che i canonici operavano. Altro fattore fu l'incremento demografico che causò un frazionamento dei mansi (i poderi) fra figli e nipoti e la conseguente frammentazione finì con l'andare fatalmente a discapito della produttività del territorio. Da considerare inoltre che ogni massaro aveva il diritto a possedere orti personali che non erano soggetti al tributo da pagare al capitolo e l'aumento del numero di massari provocò fatalmente una riduzione delle terre soggette al tributo. I canonici provarono a mettere ordine nel caotico proliferare dei frazionati appezzamenti di terreno, censendo dapprima i mansi nel 1170 allo scopo di poterli meglio controllare e, infine, cercando di contenere il diritto dei massari al possesso degli orti causando rivolte e malcontenti, che culminarono nel 1207 con l'incendio appiccato a un pagliaio di proprietà della canonica e con la distruzione degli argini a protezione dei porti fluviali di Pizzo e Palasone.

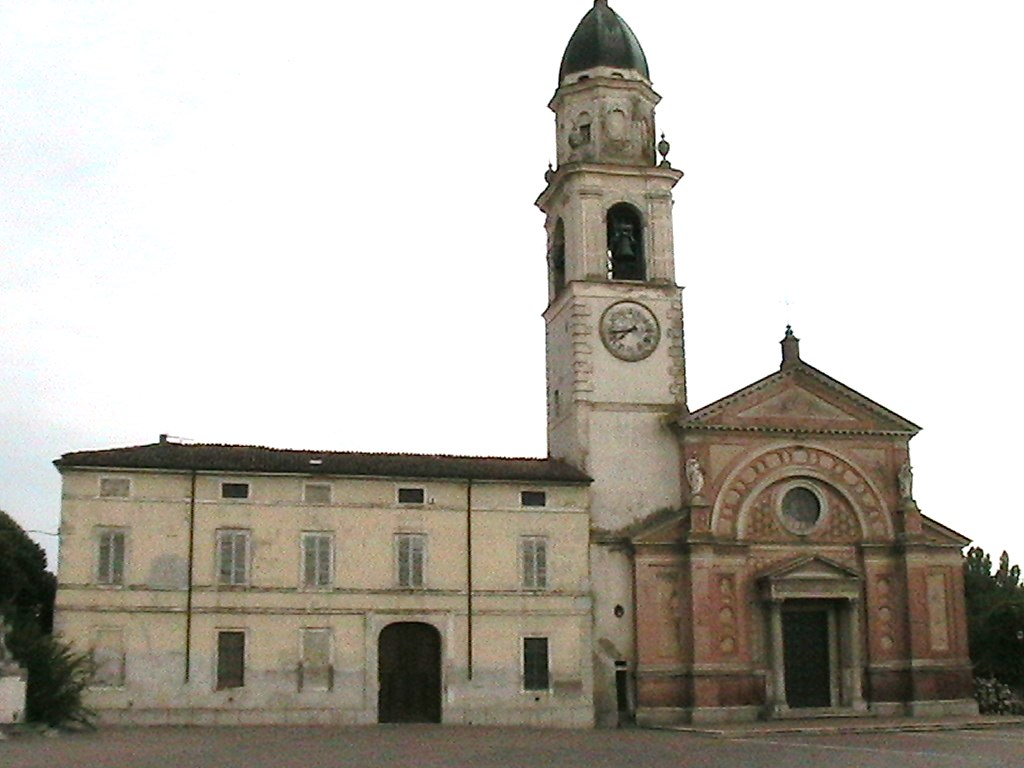
L'antica Cucullo (Pieve Ottoville di Zibello), feudo della diocesi di Cremona

#### Il declino politico del capitolo
Non essendo i canonici uomini d'arme e avendo raggiunto un patrimonio cospicuo nel corso dell'XI secolo in termini di terreni e sudditi, divenne scontato che le loro proprietà divenissero oggetto di mire espansionistiche dei signorotti locali.
Fu così che sfruttando la turbolenza politica generata dall'elezione a Vescovo di Parma di Cadalo e dalle lotte fra papato e impero nelle quali la famiglia dei Canossa venne coinvolta, alcune famiglie come i Da Pizzo e i Da Cornazzano si impossessarono più volte e in momenti diversi di alcune corti capitolari, come quelle di Pizzo e di Palasone; a tali soprusi i canonici non reagirono con la forza ma cercando appoggio del potere costituito, affinché con sentenze a loro favore venisse restaurata la sovranità canonicale sui territori che erano un tempo loro appartenuti.

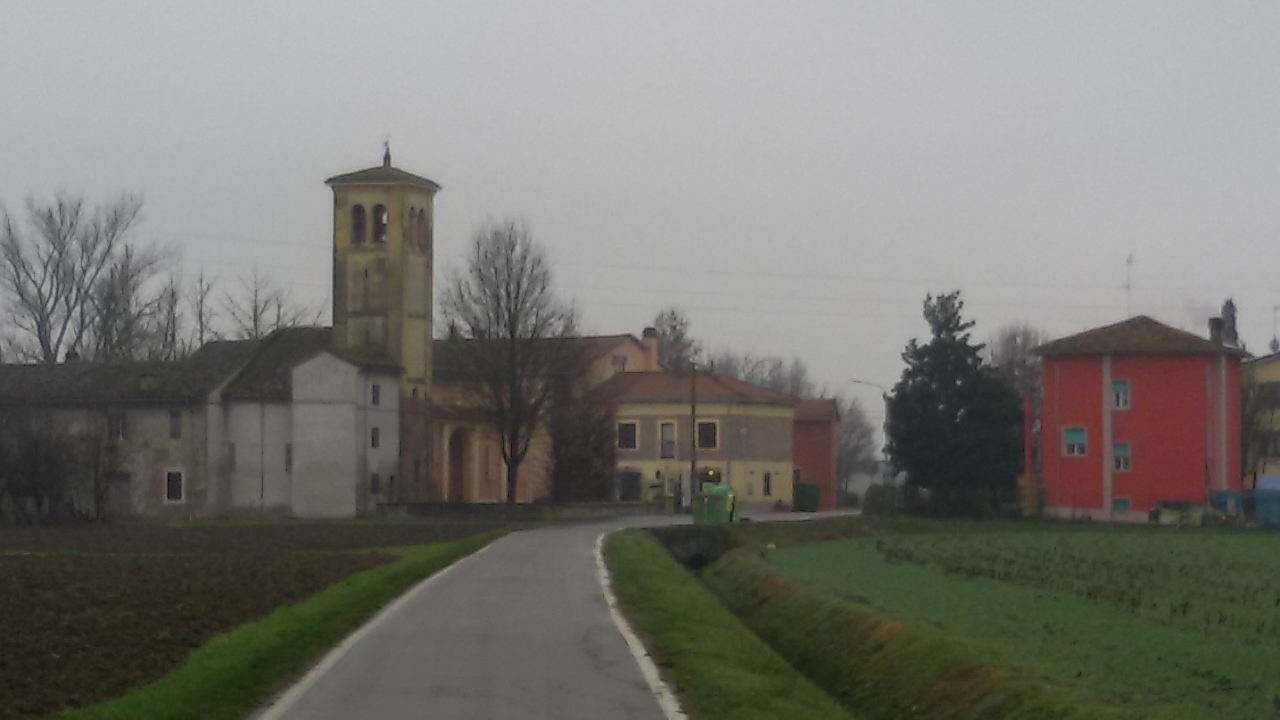
Palasone (Palacione) sede della corte regia longobarda dell'VIII secolo

Il potere di Bonifacio di Toscana tuttavia era troppo radicato perché i canonici potessero difendersi dalle sue mire espansionistiche con le sole armi politiche a loro disposizione e fu così che per riuscire ad accettare una convivenza pacifica si videro costretti a cedergli nel 1039 i diritti sulla quarta parte della corte di San Secondo.
Nonostante il capitolo avesse deciso investire parte del patrimonio residuo nel rinforzare i suoi castelli, le spinte centrifughe disgregatrici, la mancanza di una struttura gerarchica formalizzata e l'ascesa del comune di Parma resero inarrestabile il declino del potere temporale dei canonici.
Dei 37 castelli che i diplomi di Ottone III assegnavano al capitolo, solo 21 vennero confermati nel 1111 da Enrico IV: fra le altre vennero perse nel reggiano le corti di Castellarano, Cavola e Fogliano e nel parmense quelle di Viliniano, Felegara, Monticelli, Costamezzana e Vestola; durante il XII secolo si aggiunsero nel reggiano la corte di Cavriago e nel parmense quelle di Tune (a nord di Fontevivo e a sud di San Secondo) erosa dal Taro e il castello di Tabiano, che, donato dal marchese Delfino Pallavicino nel 1183, fu ceduto in seguito ai Da Cornazzano.
Al termine di questa lunga serie di mutilazioni territoriali, i possedimenti del capitolo sanciti con un diploma di Enrico VI nel 1194 si ridussero alle sole corti di: San Secondo, Palasone, Sissa, Pizzo, Coltaro, Ballone e Sant'Ilario.
Tuttavia anche il potere esercitato dai canonici nei loro possedimenti stava diventando via via più formale che reale: nel 1162 il comune di Parma pretese di prendere provvedimenti legali nei confronti di cittadini risiedenti nei territori assegnati al capitolo, pur non avendone giurisdizione formale, e nel 1179 fu il capitolo stesso a invocare l'aiuto del comune per ricostruire il castello del Pizzo per difendersi dalle incursioni dei rivali.
Verso il 1210 invece furono i Rossi che, ereditata dai Canossa la quarta parte delle corte di San Secondo, decisero di costruire un castrum laico nella posizione dove si trova ora il centro abitato, in contrapposizione con quello canonicale che era posto 1 km più a nord in località Zoccolanti; infine nel 1258 il comune di Parma promosse la costruzione di nuovi borghi, presso Fontanelle (Ponte della Quarta) e Arzenoldo, incentivando i coloni con l'esenzione dei tributi che avrebbero dovuto corrispondere per poter utilizzare i boschi residui; anche quei pochi lembi residui della foresta donata da Guibodo erano quindi sottratti definitivamente alla giurisdizione del capitolo.
All'inizio del XIV secolo nella bassa parmense restavano ai canonici solo San Secondo (in parte), Pizzo e Palasone, tuttavia il forte squilibrio fra entrate e uscite e le vicende politiche che videro il vescovo Ugolino de' Rossi fuggire da Parma più volte per poi rientrarvi trovando il patrimonio del capitolo devastato, causarono la necessità da parte del vescovo di contrarre dei debiti con la propria famiglia, debiti che, ovviamente non riuscì più a onorare. A risarcimento del debito non onorato Ugolino cedette nel 1355 ai nipoti Giacomo de' Rossi e Bertrando i diritti su Corniglio, Corniana, Roccaferrara, Roccaprebalza, mentre nel 1365 i canonici cedettero sempre a Giacomo e a suo nipote Bertrando Juniore i diritti su San Secondo e su Pizzo mettendo praticamente fine al potere temporale del capitolo.

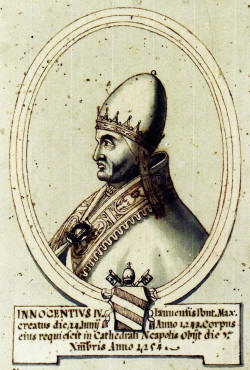
Papa Innocenzo IV, al secolo Sinibaldo Fieschi, fu canonico del Capitolo della Cattedrale

Nonostante la cessione degli ultimi territori del capitolo avvenisse a metà del XIV secolo, di fatto i canonici non esercitavano da tempo più alcuna autorità sui feudi residui; ne è prova il giuramento prestato il 25 febbraio 1368 dagli abitanti di San Secondo a Giacomo de' Rossi, primo conte, investito di tale carica il 2 gennaio 1367 (quindi l'anno precedente); nel giuramento gli abitanti si dichiaravano suoi sudditi come i loro antecessori, sancendo il fatto che la famiglia Rossi esercitasse in pratica la signoria sul territorio da molto prima dell'investitura del 1367 e della cessione del 1365.

## Il capitolo della cattedrale ai giorni nostri
Nei secoli che vanno da XII al XIV i canonici entravano nel capitolo giovanissimi (14 anni) e vi restavano fino alla morte a eccezione dei casi di abbandono determinati dall'assunzione di incarichi più elevati e prestigiosi. A differenza dei primi secoli di fondazione del capitolo, essi non risiedevano più nel chiostro, ma prevalentemente in abitazioni private adottando così uno stile di vita molto più laico rispetto alla regola che Guibodo aveva impostato.
Normalmente essi si occupavano della preghiera, della liturgia e dell'organizzazione delle funzioni più importanti, ma al contempo erano coinvolti nell'amministrazione dei beni del patrimonio capitolare e aiutavano il vescovo nel governo spirituale e temporale della diocesi.

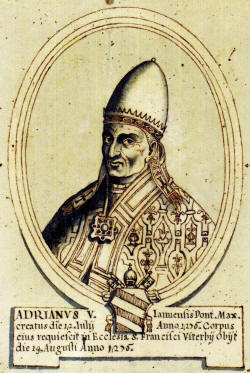
Papa Adriano V, al secolo Ottobono Fieschi, fu canonico del Capitolo della Cattedrale

Con il Concilio di Trento il capitolo della cattedrale perse la possibilità di avocare a sé il diritto di esercitare il potere spirituale e anche temporale, se previsto nella diocesi, in caso di sede vescovile vacante. Da allora i canonici si limitarono ad affiancare il vescovo come organo collegiale che lo coadiuvasse nel governo della diocesi. Con la riforma del Concilio Vaticano II (1962-1965), tuttavia, vennero istituiti nuovi organismi per regolamentare la vita della diocesi, quali i consigli parrocchiali e presbiterali, e da allora sino ai giorni nostri i canonici del capitolo della cattedrale di Parma, per i quali è previsto un numero minimo di 4 componenti, si limitano a curare la liturgia in cattedrale.

## Personaggi illustri del capitolo
La posizione di canonici del capitolo della cattedrale era molto ambita in epoca medioevale. Ogni canonico, infatti, poteva contare su una dotazione di circa 160 ettari, sulle entrate garantite dagli affitti delle case, su parte delle entrate (decime) delle chiese sottoposte alla giurisdizione del capitolo e su altri benefici minori. Per tali ragioni è comprensibile che la carica fosse spesso appannaggio delle famiglie più ricche, illustri e influenti della zona come i Fieschi, i Sanvitale e i Rossi. Queste famiglie riuscirono fra la fine del XII secolo e quella del XIV a ricevere l'investitura di circa 24 canonici, fra i quali quattro divennero vescovi di Parma:
- Obizzo Fieschi (1150-1224);
- Alberto Sanvitale ( -1257);
- Obizzo Sanvitale (ante 1229-1303);
- Ugolino de' Rossi (1300-1377).[12]

Oltre ai quattro vescovi indicati, due canonici del capitolo della cattedrale appartenenti alla famiglia Fieschi ascesero al Soglio di Pietro:
- Papa Innocenzo IV (1195 circa -1254), al secolo Sinibaldo Fieschi dei Conti di Lavagna;
- Papa Adriano V (1205-1276), al secolo Ottobono Fieschi dei Conti di Lavagna.[12]

Canonici illustri non appartenenti alle famiglie sopra elencate furono:
- Giovanni da Parma (X secolo-990), santo, primo abate del monastero di San Giovanni Evangelista
- Gerardo da Sessa (XII secolo-1212), arcivescovo di Milano e cardinale dal 1211 al 1212
- Gerardo Bianchi (1220/25-1302), cardinale[13]
- Francesco Petrarca (1304-1374), poeta, amico di Ugolino de' Rossi nominato canonico nel 1346[14]
- Luca Cerati (... - 1558), vescovo di Costanza
- Rannuzio Pallavicino (1633-1712), cardinale
- Andrea Carlo Ferrari (1850-1921) arcivescovo di Milano, cardinale, proclamato beato da papa Giovanni Paolo II nel 1987
- Guido Maria Conforti (1865-1931), arcivescovo, proclamato santo da papa Benedetto XVI nel 2011